# Henri Johannes Maria Keijzer
Henri Johannes Maria Keijzer (Den Bosch, 12 januari 1890 – Breda, 16 oktober 1967) was een Nederlands politicus. 
Hij werd geboren als zoon van Constantinus Wilhelmus Alexander Maria Keijzer (*1855) en Eliza Petronella Mathildis van Ulft (1852-1913). Hij was chef-bedrijfsleider bij de Jurgens' Margarinefabrieken en daarna was hij werkzaam bij de gemeentesecretarie van Akersloot. Vervolgens was Keijzer technisch hoofdcontroleur bij de crisiszuivelcentrale voor hij begin 1936 benoemd werd tot burgemeester van de gemeenten Opmeer en Spanbroek. In 1944 werd hij ontslagen maar na de bevrijding in 1945 keerde hij terug in zijn oude functie. Keijzer zou burgemeester van Opmeer en Spanbroek blijven tot zijn pensionering begin 1955 en in 1967 overleed hij op 77-jarige leeftijd. 